# Preluca (okręg Harghita)
Preluca – wieś w Rumunii, w okręgu Harghita, w gminie Gălăuțaș. W 2011 roku liczyła 6 mieszkańców.